# Proinsias De Rossa
Proinsias De Rossa (n. 15 mai 1940, Dublin, Irlanda) este un om politic irlandez, membru al Parlamentului European în perioada 1999-2004 din partea Irlandei.
1. ↑   http://www.assembly.coe.int/nw/xml/AssemblyList/MP-Details-EN.asp?MemberID=4243 Lipsește sau este vid: |title= (ajutor)
2. 1 2 3 4 5 6   https://www.oireachtas.ie/en/members/member/Prionsias-De-Rossa.D.1982-03-09 Lipsește sau este vid: |title= (ajutor)